# قیطک
قیطک یا قیطگ، روستایی از توابع بخش قلعه شاهین شهرستان سرپل ذهاب در استان کرمانشاه ایران است، یک چشمه در مرکز روستا وجود دارد که اسم روستا متاثر از نام چشمه، قیطگ نامیده شده است‌.

## مردم
شغل بیشتر مردم روستا کشاورزی و دامداری می‌باشد. ساکنان روستای قیطگ پیرو دین اسلام و مذهب تشیع می‌باشند و زبان مردم هم  کردی کلهری است.

## جمعیت
این روستا در دهستان قلعه شاهین قرار دارد و براساس سرشماری مرکز آمار ایران در سال ۱۳۸۵، جمعیت آن ۳۶۲ نفر (۸۴خانوار) بوده‌است.